# やっぱりステーキpresents 沖縄アクターズスクール大復活祭 本土復帰50周年記念
やっぱりステーキ presents 沖縄アクターズスクール大復活祭 本土復帰50周年記念（やっぱりステーキプレゼンツ おきなわアクターズスクールだいふっかつさい ほんどふっき50しゅうねんきねん）は、2022年（令和4年）10月2日に沖縄コンベンションセンター展示棟で行われた、沖縄アクターズスクールを卒業したアーティスト達によるコンサートである。

## 概要
沖縄アクターズスクール(以下、アクターズ)のチーフインストラクターだった牧野アンナ(以下、アンナ)は、2002年にアクターズを辞めてから実父であり校長のマキノ正幸(以下、マキノ)と絶縁状態になっていたが、マキノが体調を崩したことで再会し関係修復。マキノを励ましたい、コロナ禍でダメージを受けた沖縄の観光を応援したい、本土復帰５０周年に沖縄に感謝の気持ちを返したいという思いから、アクターズ出身アーティストが大集結するイベントの開催を発案した。その後、卒業生の多くが所属しているライジングプロダクションの平哲夫社長とマキノ校長の了承を得られたことで、各アーティストに個別に出演交渉を行い、開催が実現した。
2021年10月1日に期間限定の公式Instagramを開設し、2022年3月6日に「沖縄アクターズスクール大復活祭 本土復帰50周年記念」(以下、大復活祭)の開催を発表。出演アーティストなどの情報発信をほぼInstagramのみで行っていたものの、チケットは2022年5月22日～6月5日のオフィシャル先行予約を経て、7月10日から一般発売を行うも7月13日には完売した。

開催日である2022年10月2日は、まだ新型コロナウイルス感染症が新型インフルエンザ等感染症（二類相当）として扱われることから、インターネットでの配信(アーカイブあり)も合わせて実施されることになった。
2022年8月15日、沖縄に本社を構え全国へ店舗展開するステーキレストラン「やっぱりステーキ（株式会社ディーズプランニング）」が冠スポンサーに決定したことを発表。
公演当日の来場者数は約3,500人。ゲストアーティスト含めた7組79人がステージを盛り上げた。
島袋寛子が「Body & Soul」を披露する際、SPEEDのメンバーだった今井絵理子と上原多香子が予告無しでサプライズ出演し、話題となった。
会場には、校長のマキノも姿を見せ、MAXのNANAら卒業生たちと再会を果たした。
ライブ終了後、三浦大知がアンナに対し「アクターズスクールを継承してほしい」と要請、その後、次々と卒業アーティストたちがサポートを申し出たことから、アンナが再始動を決意、2022年10月31日に公式インスタグラムにて「アクターズ完全復活」を発表した。

## 出演アーティスト
- B.B.WAVES[注釈 2]
  - 石川愛理、又吉舞、屋宜由佳、比嘉千春、西銘美香、上里敦子、花園ひとみ、比嘉望、玉城若菜、崎山里佳、仲程仁美、比嘉里奈、WAKANE LUKE、高良舞子、金城由美子、比嘉なつき、上原美弥妃、金城津奈子、金城祥子、直島文子、友寄美和、新垣知佳、松村アリサ、与古田葵、玉城敏江、高江洲愛、中村奈美、儀間えり子、上原三矢子、新垣寿子、安里奈々、新城美幸、照屋由規、藤林海似、YUI、金城麻季、上地珠奈、与古田七瀬、Nachan、RUMI、島袋富士子、白川智美、武富幸菜、ズィビック・サクラ、梨乃、喜瀬健、2GOO、武富篤、YU-KI、山城佑太、ATSUSHI、志多伯翼、RYOTA、MORISHIN

- 三浦大知
- 玉城千春(kiroro)
- 知念里奈
- 島袋寛子
- DA PUMP
- MAX
- SUPER MONKEY'S[注釈 3]

### B.B.WAVES LIVE ゲスト
- YUKINARI
- SHINOBU
- 安座間美優
- OLIVIA
- CHIKANO

### オープニングアクト
- LOVE JUNX[注釈 4]
- マキノ正幸が手掛ける現役アクターズ生（結南・城間莉央・らむ）[注釈 5]

### ＭＣ
- ゆっきー(キャン✕キャン) ※全体進行
- 岩井証夫[注釈 6] ※B.B.WAVES LIVE

## 特別企画「育成プログラム THE DREAM STAGE」
一般公募で集まった小学4年生～高校3年生が、アクターズ全盛期のチーフインストラクター・アンナからの直接指導を受けステージに立つ「アクターズ・メソッド」の体験企画。2日間に渡るレッスンを経て選抜されたメンバーが、大復活祭のオープニングアクトに出演した。

大復活祭前日に行われた最終リハーサルにはスペシャルサポーターの三浦大知が駆けつけ、出演メンバー全員と向き合いダンスバトルを繰り広げ、パワーを送った。

尚、このTHE DREAM STAGE出演を経験した後、翌2023年4月8日・9日に審査が実施された「NEW B.B.WAVESオーディション」を改めて受け、B.B.WAVES jr.のメンバーになった者もいる。

### インストラクター
- 牧野アンナ

### スペシャルサポーター
- 三浦大知

### 日程
- 応募期間 : 2022年7月12日～8月5日[20]
- レッスン : 2022年8月18日・19日[21][22]、9月3日[23][注釈 7]
- 最終リハーサル : 2022年10月1日

## セットリスト
（この節の主な出典：）

### オープニングアクト①
| LOVE JUNX                             | - ASOBO! feat. Far East Movement（EXILE THE SECOND） - 希望の唄（FUNKY MONKEY BABYS） |
| 現役アクターズ生 （結南・莉央・らむ） | - 学園天国（フィンガー5）                                                             |

### 第一部 B.B.WAVES LIVE
| B.B.WAVES                                          | - SO FREEDOM（J-TRAP.）                                        |
| Baby Waves                                         | - Lovin' You Lovin' Me                                         |
| 石川愛理                                           | - SWEET SWEET SWEET                                            |
| B.B.Girls                                          | - スキって言ってるじゃん（J-TRAP.）                            |
| B.B.Boys + SHINOBU・YUKINARI                       | - We can't stop the music（DA PUMP）                           |
| WAKANE&MAIKO                                       | - Song for You                                                 |
| SUNBURST（WAKANE・MAIKO・HISAKO）                  | - SAD GROOVE                                                   |
| D&D（OLIVIA・CHIKANO）                             | - LOVE IS A MELODY - SUNSHINE HERO                             |
| B.B.Dance Team                                     | - BRAKE Remix                                                  |
| B.B.Song Team                                      | - Eternity                                                     |
| B.B.WAVES                                          | - TODAY & FOREVER - Earth To The Sky - LOVE&SMILE!! - TAKE OFF |
| B.B.WAVES SHINOBU・YUKINARI D&D（OLIVIA・CHIKANO） | - UNITED（J-TRAP.）                                            |

### オープニングアクト②
| THE DREAM STAGE | - FIRE! FIRE!（Folder） - MUSIC!!!（AAA） |

### 第二部 ARTIST LIVE
| 三浦大知         | - Blizzard - 新呼吸 - 飛行船 - 燦燦                                                                                |
| 玉城千春(kiroro) | - 未来へ - 命の樹                                                                                                  |
| 知念里奈         | - DO-DO FOR ME - precious・delicious - Wing - LOVE BRACE（華原朋美）                                               |
| 島袋寛子         | - AS TIME GOES BY - Something Great - PRAY - Body & Soul                                                           |
| DA PUMP          | - Feelin' Good -It's PARADISE- - Dream on the street - if... - U.S.A.                                              |
| MAX              | - Give me a Shake(2019 Mix) - Tacata' - GET MY LOVE!(2019 Mix) - TORA TORA TORA(2019 Mix) - Ride on time(2019 Mix) |
| SUPER MONKEY'S   | - 恋のキュートビート（ANNA・HISAKO・NANA・MINA） - ミスターU.S.A.（ANNA・HISAKO・NANA・MINA・REINA・LINA）         |

### グランドフィナーレ
| 全出演アーティスト 仲間愛里紗（Folder） | - HAPPY TOGETHER（SPEED） |

## 沖縄アクターズスクール大復活祭 ～本土復帰50周年記念 Digital ALBUM
大復活祭の開催を記念して、2022年9月28日にエイベックスより配信リリースされたコンピレーション・デジタルアルバム。大復活祭の出演者を中心に、アクターズ卒業後ライジングプロダクションに所属しJ-POPシーンを席巻してきたアーティスト達の楽曲が、当時の音源で収録されている。また、収録楽曲のうち22曲のミュージックビデオが、10月5日にエイベックスのYouTubeチャンネルにおいて公開された。

### 収録曲
1. 恋するヴェルファーレダンス 〜Saturday Night〜 / MAX
2. TORA TORA TORA / MAX
3. GET MY LOVE! / MAX
4. Body & Soul / SPEED
5. STEADY / SPEED
6. Go! Go! Heaven / SPEED
7. confession / hiro
8. 愛が泣いてる / hiro
9. IN YOUR EYES / D&D
10. LOVE IS A MELODY / D&D
11. SUNSHINE HERO / D&D
12. Kiss in the Sun / Aya & Chika from D&D
13. Rise in my heart / Aya & Chika from D&D
14. I.L.Y.～欲望～ / OLIVIA
15. re-ACT / OLIVIA
16. Feelin' Good -It's PARADISE- / DA PUMP
17. ごきげんだぜっ! 〜Nothing But Something〜 / DA PUMP
18. Crazy Beat Goes On! / DA PUMP
19. パラシューター / Folder
20. ジャカジャカジャンケンポン / Folder
21. I WANT YOU BACK / Folder
22. Everlasting Love / Folder featuring Daichi
23. Keep It Goin' On / 三浦大知
24. Believe / Folder5
25. AMAZING LOVE / Folder5
26. Final Fun-Boy / Folder5
27. Touch me / AKINA
28. Without you / AKINA
29. BEST OF LOVE / AKINA

### 配信
- Digital ALBUM エイベックスポータルページ - ミュージックビデオは、エイベックスのYouTubeチャンネル内で配信されており、このサイトのMOVIEページに埋め込みでリストアップされている。
- V.A. / 沖縄アクターズスクール大復活祭 ～本土復帰50周年記念 Digital ALBUM teaser - YouTube